# Roberto Benigni (album)
Roberto Benigni è un album di Roberto Benigni pubblicato nel 1995.

## Tracce
1. Devil Tango - 2:14
2. La marcia degli incazzati - 3:16
3. La storia di Carlo - 4:52
4. L'inno del corpo sciolto - 3:03
5. Pantheon - 3:56
6. Paese - 3:36
7. Playboy - 4:18
8. Mi piace la moglie di Paolo Conte - 4:59
9. Via con me - 3:07
10. Cantabile[1] - 2:34
11. Quando penso a Berlusconi - 10:06
12. È tutto mio - 3:57
13. Quanto t'ho amato - 4:45
14. La banda del pinzimonio - 1:23
15. Bob and Nico[2] - 3:07